# Mycalesis copiosa
Mycalesis copiosa är en fjärilsart som beskrevs av Hans Fruhstorfer 1908. Mycalesis copiosa ingår i släktet Mycalesis och familjen praktfjärilar. Inga underarter finns listade i Catalogue of Life.